# 郑位三
郑位三（1902年10月21日—1975年7月27日），原名郑植槐，湖北红安人，中国共产党和中华人民共和国政治人物。
郑位三1925年加入中国共产党，历任中共黄安县委书记、鄂豫皖省苏维埃政府内务部长和人民委员会代理委员长、鄂东北道委书记兼鄂东北游击总司令、红二十五军政治部主任、豫陕特委书记等职，参与长征。抗日战争时期，任鄂豫皖特委书记、新四军第二师政治委员。第二次国共内战期间，任中共中央中原局代理书记兼中原军区政治委员等职，1948年后因病长期休养。中华人民共和国成立后，曾任全国政协常委、中共中央委员。

## 生平

### 早期革命生涯
郑位三于1918年考入湖北省甲种工业学校。1922年自湖北省立甲种工业学校毕业后返乡。1925年加入中国共产党，后被派往黄安七里坪地区，历任中国国民党黄安县党部常务委员、黄安县农民常务委员、黄安县总工会委员、中共黄安县委委员和中共黄安县代理县委书记，积极开展农民运动。
1927年，郑位三到武汉听取中共中央长江局负责人罗亦农传达八七会议精神和关于在湘鄂赣粤等省发动武装起义的指示。此后，先后担任中共黄安县委秘书长、县委书记、鄂豫皖特区苏维埃政府内务部长、财政经济委员会主席、苏维埃政府人民委员会代理委员长和中共鄂豫皖省委委员等职。1930年起，历任鄂豫皖特区苏维埃政府内务部长、财政经济委员会主席、苏维埃政府人民委员会代理委员长和中共鄂豫皖省委委员，参加了鄂豫皖苏区历次反围剿战争。

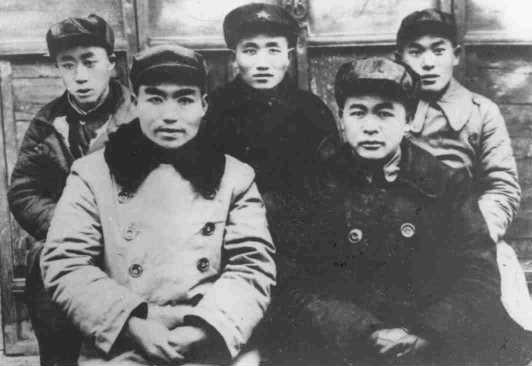
1937年，徐海东等在延安合影。左起:李隆贵、郑位三、程子华、徐海东、陈先瑞。

1932年10月，红四方面军主力离开鄂豫皖后，郑位三任中共鄂东北道委书记，鄂东北游击总司令等。1934年出任红二十五军政治部主任，随军长征。1935年7月，郑位三任豫陕特委书记、鄂陕特委书记，并在豫陕、鄂陕特委合并为鄂豫陕特委后任特委书记，同时领导红七十四师坚持陕南游击作战。1937年1月，红七十四师与红十五军团会合，郑位三随即到达延安。

### 抗日战争时期
抗日战争期间回到大别山区，历任中共鄂东特委书记、鄂豫皖区党委书记、中共湖北省委副书记等职。1939年7月，到安徽庐江同新四军江北指挥部会合。1940年兼任新四军第四军第四支队政治委员。皖南事变后，郑位三任新四军第二师政治委员兼淮南区党委书记。同师长张云逸等领导所部发展淮南抗日根据地。

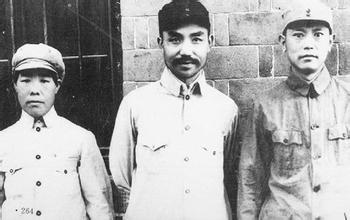
抗日战争时期，陈少敏、郑位三、李先念合影。

1943年11月，郑位三作为中共中央华中局代表，被派往新四军第五师活动的豫鄂边根据地。曾任第五师政治委员、边区临时参议会议长。与李先念、任质斌等领导整风运动，抵制了康生的影响。1945年当选中共第七届中央委员。

### 第二次国共内战时期
1945年10月，郑位三出任中共中央中原局代理书记，中原军区政治委员。由于国军压迫，中原军区部队于1946年6月26日发起中原突围。郑位三在到达鄂豫陕边后，经安排返回延安。常年的革命活动，使郑位三患上了胃溃疡、十二指肠溃疡、胆结石和胆囊炎。1948年秋，郑位三到山东临朐倪家庄华东军区高干休养所疗养。1949年6月，又转到济南休养。1949年作为中国共产党代表出席中国人民政治协商会议第一届全体会议。

### 中华人民共和国成立后
中华人民共和国成立后，郑位三因身体原因而未负责具体工作。1949年至1955年，郑位三在武汉休养。1955年，他迁居北京。1956年当选中共八届中央委员。他还曾任全国政协第二至四届常务委员。
文化大革命时受到迫害，1969年11月，郑位三被安排到吉林四平市郊中共中央组织部的五七干校劳动，以后又转到河南长葛中组部五七干校劳动，长期接受审查。1972年8月，郑位三返回北京，住在中央组织部招待所，继续接受审查。1973年6月，在周恩来过问下，郑位三搬回原住地，恢复原工资和有关生活待遇。1975年7月27日，郑位三因胰腺癌在北京逝世。邓小平主持追悼会，李先念致悼词称：“郑位三同志是我们党的一位革命老战士。他在毛主席、党中央的领导下，在长期革命斗争中，同敌人进行了不屈不挠的斗争。几十年来，积极工作，艰苦奋斗，为中国人民的解放事业和共产主义事业贡献了自己的一生。”